# Пырка, Аркадиуш
Арка́диуш Пы́рка (пол. Arkadiusz Pyrka; 20 сентября 2002, Радом) — польский футболист, защитник клуба «Санкт-Паули».

## Клубная карьера
Аркадиуш Пырка является воспитанником футбольных клубов из своего родного города Радом. В 2017 году футболист присоединился к молодёжной команде клуба «Знич». На профессиональном уровне Пырка дебютировал в июле 2018 года в первой команде «Знич» в турнире Второй лиги. В команде футболист провёл два сезона.
Сезон 2020/21 Пырка начал в качестве игрока клуба Экстракласы «Пяст», с которым подписал контракт до лета 2023 года. Первую игру в основе Пяста вингер провёл в августе 2020 года в матче на Кубок Польши, где отличился двумя забитыми голами.  В чемпионате Пырка сыграл первую игру в июле 202 года.

## Карьера в сборной
С 2022 года Аркадиуш Парка выступает за молодёжную сборную Польши.